# The Story of the Ghost
The Story of the Ghost è il settimo album ufficiale in studio del gruppo americano Phish. I brani furono registrati in più di un anno di lavoro tra il 1997 e il 1998 ai Bearsville Studios di Bearsville (New York) dai fonici Chris Shaw e John Siket. Il disco uscì sul mercato alla fine di ottobre del 1998.
Gran parte dell'album ha origine da un lavoro di improvvisazione e jam session completamente libere: le cosiddette "Ghost Sessions". I componenti del gruppo, in seguito, scelsero i momenti migliori e composero i brani dell'album a partire da essi. I testi furono aggiunti successivamente dall'autore di fiducia dei Phish, Tom Marshall. Altri estratti ritenuti di buona qualità vennero pubblicati l'anno successivo in The Siket Disc.
Buona parte dei brani dell'album riflette la "svolta funk" che i Phish avevano imposto al loro stile nel 1997, con le linee del bassista Mike Gordon in grande evidenza. A differenza dei precedenti album dei Phish, The Story of the Ghost non include pezzi strumentali. "End of Session" è l'unico brano dell'album a non essere mai stato eseguito dal vivo. Alcuni brani del disco sono rielaborazioni di pezzi già apparsi in un disco solista di Trey Anastasio, uscito nel 2002: Trampled by Lambs and Pecked by the Dove. "Birds of a Feather" e "Frankie Says" erano invece già state presentate durante il tour primaverile 1998.
Nel 2000, durante il tour promozionale di Farmhouse, in molte interviste Anastasio si dimostrò assai critico nei confronti del processo creativo a monte di The Story of the Ghost, attaccando apertamente l'approccio "socialista" alla selezione dei pezzi:
(Trey Anastasio)
Tom Marshall dichiarò durante un'intervista che una di queste canzoni, tra le migliori composte, venne scartata in favore del pezzo assai più debole "Fikus".

## Tracce
1. Ghost (Anastasio, Marshall) - 3:52
2. Birds of a Feather (Anastasio, Fishman, Gordon, Marshall, McConnell) - 4:15
3. Meat (Anastasio, Fishman, Gordon, Marshall, McConnell) - 2:39
4. Guyute (Anastasio, Marshall) - 8:27
5. Fikus (Anastasio, Fishman, Gordon, Marshall, McConnell) - 2:21
6. Shafty (Anastasio, Fishman, Gordon, Marshall, McConnell) - 2:21
7. Limb by Limb (Anastasio, Herman, Marshall) - 3:32
8. Frankie Says (Anastasio, Fishman, Gordon, Marshall, McConnell) - 3:07
9. Brian and Robert (Anastasio, Marshall) - 3:03
10. Water in the Sky (Anastasio, Marshall) - 2:29
11. Roggae (Anastasio, Fishman, Gordon, Marshall, McConnell) - 2:59
12. Wading in the Velvet Sea (Anastasio, Marshall) - 4:30
13. The Moma Dance (Anastasio, Fishman, Gordon, Marshall, McConnell) - 4:28
14. End of Session (Anastasio, Fishman, Gordon, Marshall, McConnell) - 1:54

## Formazione
- Trey Anastasio - chitarra, voce
- Page McConnell - tastiere, voce
- Mike Gordon - basso, voce
- Jon Fishman - batteria, voce

Ospiti
Dave Grippo - sassofono in "Birds of a Feather"
James Harvey - trombone in "Birds of a Feather"
Jennifer Hartswick - tromba in "Birds of a Feather"
Heloise Williams - cori in "Birds of a Feather" e "Shafty"